# Ziltoid the Omniscient
Ziltoid the Omniscient är en solo-konceptskiva av den kanadensiske musikern Devin Townsend, utgiven 2007. Devin beskriver albumet som en blandning mellan Strapping Young Lad och The Devin Townsend Band, med ett händelseförlopp som på Punky Brüsters Cooked on Phonics.
All musik är skriven, mixad, producerad och spelad av Devin själv. Programmet Drumkit from Hell användes dock för trummorna.

## Handling
Allting börjar med att Ziltoid kommer till planeten Jorden och kräver jordlingarna på deras mest ultimata kopp kaffe (ZTO). När kaffet han får inte faller honom i smaken anfaller han Jorden med sin armé och hans hemliga vapen som är hans gitarr för att försöka utrota mänskligheten (By Your Command och Ziltoidia Attaxx!!!). Captain Spectacular, människornas enda hopp, lägger fram en plan som går ut på att avslöja Ziltoid som en nörd för att sedan åka in i hyperrymden mot N9 (Solar Winds och Hyperdrive). Ziltoid följer efter och åkallar den 6:e dimensionens Planet Smasher för att försöka vinna den slutgiltiga segern (N9 och Planet Smasher).
Den 6:e dimensionens Planet Smashern tar avstånd från Ziltoid och han hamnar uppe hos den "alldimensionelle skaparen" för att få reda på sanningen om sin verklighet (Omnidimensional Creator), och han ser hela sitt liv framför sig. Slutligen berättas det för honom att han endast är en docka i ett spel (Color Your World och The Greys).
Albumet får ett oväntat slut när det uppdagas att allt bara var en dagdröm av någon som jobbar i en coffee shop som väcks av sin chef och som ger kunderna beställningar inkluderade en stor latte (Tall Latte).

## Låtlista
1. "ZTO" – 1:17
2. "By Your Command" – 8:09
3. "Ziltoidia Attaxx!!!" – 3:42
4. "Solar Winds" – 9:46
5. "Hyperdrive" – 3:47
6. "N9" – 5:30
7. "Planet Smasher" – 5:45
8. "Omnidimensional Creator" – 0:48
9. "Color Your World" – 9:44
10. "The Greys" – 4:15
11. "Tall Latte" – 1:03

### Bonusskiva
1. "Messages from Ziltoid" - 7:34
2. "Travelling Salesman" - 2:14
3. "Another Road" - 4:29